# Benedetto di Bindo
Benedetto di Bindo (noto anche come Benedetto di Bindo Zoppo) (... – Perugia, 1417) è stato un pittore italiano.

## Biografia

Vergine dell'Umiltà e San Girolamo che traduce il Vangelo di Giovanni, Philadelphia Museum of Art

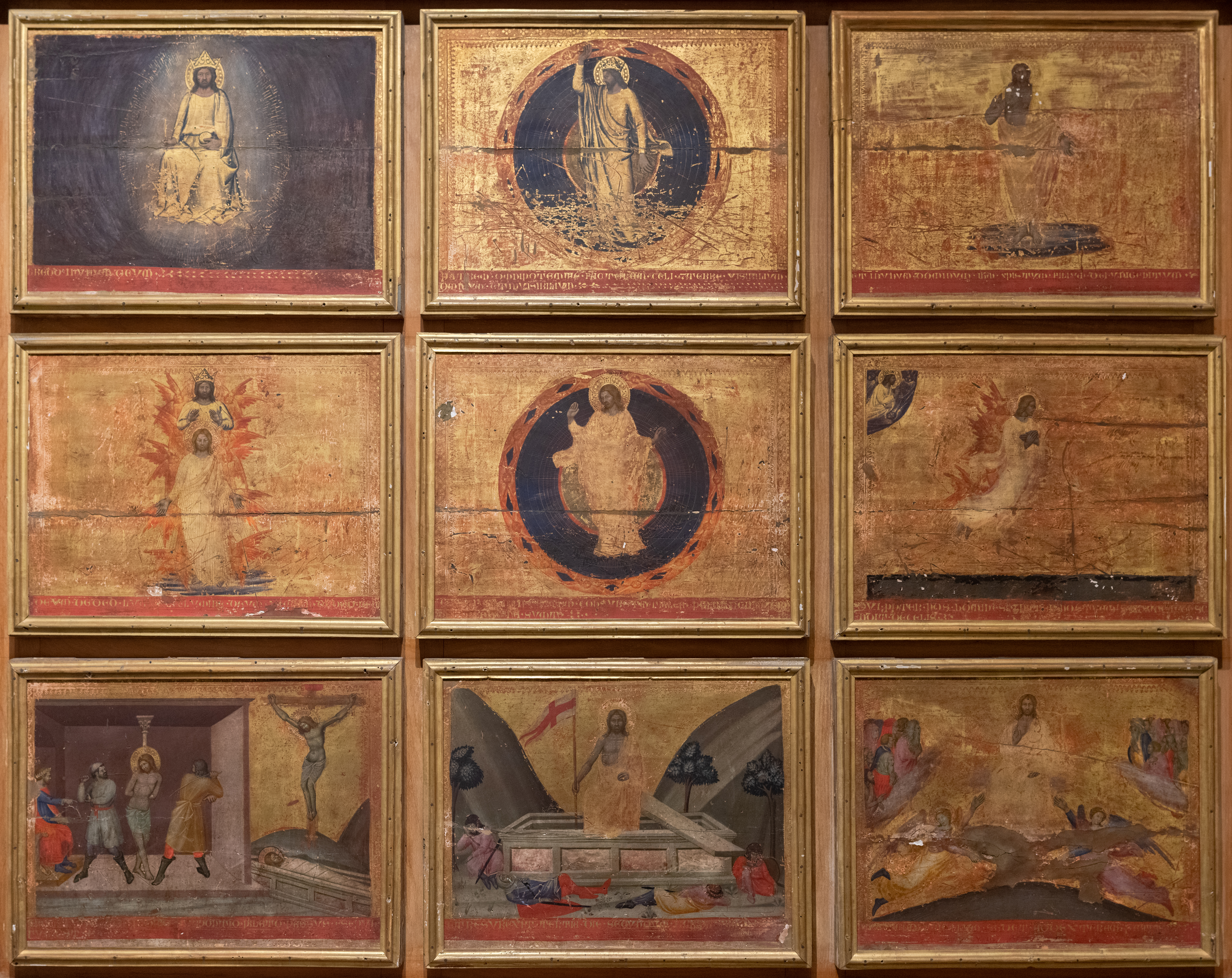
Articoli del Credo, 1412

Solo per la presenza di documenti, è citato come autore di una perduta Madonna del 1411, che era conservata nella Sagrestia del Duomo di Siena, e della decorazione dell'armadio delle reliquie con Storie della Croce, risalente al 1412 ed ora nel Museo dell'Opera del Duomo di Siena. Ugualmente suoi devono essere (anche se mancano prove documentarie) gli affreschi della Cappella delle Reliquie del Duomo di Siena, ugualmente del 1412.
Sempre a lui sono attribuiti numerosi affreschi in San Domenico a Perugia, oltre ai pannelli con Articoli del Credo, divisi tra il Museo dell'Opera del Duomo di Siena e la collezione Thyssen di Lugano.
Vari altri dipinti, ora perduti, sono ricordati da documenti. Recentemente gli sono state attribuite alcune tavole, tra le quali la Madonna tra i santi Onofrio ed Andrea ora nella Pinacoteca Nazionale di Siena, che ne evidenziano da un lato la dipendenza dalla cultura figurativa di Simone Martini e Lippo Memmi, e dall'altra il ruolo svolto nella formazione di Giovanni di Paolo e del Sassetta.